# Jota (cantante)
Lee Jong-hwa (hangul: 이종화; hanja: 李鍾和), previamente conocido como Jota (hangul: 조타), es un actor, cantante y modelo surcoreano. Fue miembro del grupo "Madtown".

## Biografía
Estudió en "Dong Ji High School".

## Carrera
El 9 de octubre del 2018 se anunció que se había unido a la agencia "King Kong by Starship" (previamente conocida como "King Kong Entertainment") de Starship Entertainment (스타쉽 엔터테인먼트). bajo su verdadero nombre Lee Jong-hwa. Previamente formó parte de la agencia "J. Tune Camp" del 2014 al 2016 formó parte de la agencia y por "GNI Entertainment" del 2016.
En octubre del 2014 se unió al grupo surcoreano "Madtown", hasta su separación en el 2017.
Fue bailarín de apoyo durante el video musical "Bad Girls" de Lee Hyori, y durante las promociones de este.
Ha participado en sesiones fotográficas para "SURE".
En 2016 se unió al elenco de la vigésimo cuarta temporada del programa Law of the Jungle in Tonga donde participó junto a Kim Byung-man, Seo Kang-joon, Go Se-won, Jeon Hye-bin, Hong Yoon-hwa y Sandeul.
En mayo del mismo año se unió al elenco de la cuarta temporada del programa We Got Married donde participó junto a la modelo Kim Jin-kyung.
Apareció como invitado en dos episodios de la serie Weightlifting Fairy Kim Bok-joo donde dio vida al nadador Choi Tae-hoon.
En 2017 participó en la campaña de la colección de lencería de primavera/verano 2017 de "BYC", Celpink.

## Filmografía

### Series de televisión
| Año  | Título                          | Personaje     | Notas                      |
| ---- | ------------------------------- | ------------- | -------------------------- |
| 2019 | The Running Mates: Human Rights | Lee Sung-woo  |                            |
| 2019 | Touch Your Heart                | Lee Jong-hwa  | (ep. #8)                   |
| 2016 | Weightlifting Fairy Kim Bok-joo | Choi Tae-hoon | 2 episodios (ep. #1 y #15) |

### Películas
| Año  | Título           | Personaje | Notas                                            |
| ---- | ---------------- | --------- | ------------------------------------------------ |
| 2021 | I Bet Everything | -         | junto a Park Sang-nam, Han Ji-hyun y Kim Tae-han |

### Programas de variedades
| Año         | Programa                               | Notas                                                             |
| ----------- | -------------------------------------- | ----------------------------------------------------------------- |
| 2018        | Law of the Jungle in Mexico            | miembro - (Ep. #314-320)                                          |
| 2017        | Idol Acting Competition – I’m an Actor | miembro - (Ep. #1 - 12)                                           |
| 2016        | We Got Married                         | 30 episodios - (Ep. #321 - 350) - miembro - junto a Kim Jin-kyung |
| 2016        | Real Men                               | (Ep. # 181 - 186: Manly Men special) - miembro                    |
| 2016        | Law of the Jungle in Tonga             | 5 episodios (Ep. #203 - 207) - miembro                            |
| 2016        | King of Mask Singer                    | Ep. #85 - concursó como "Sexy Brain Scarecrow"                    |
| 2015 - 2016 | Cool Kiz on the Block                  | (Ep. #131–143, 146–163, 166-168, 170) - miembro                   |

### Videos musicales
| Año  | Grupo   | Canción        | Notas                |
| ---- | ------- | -------------- | -------------------- |
| 2016 | Gavy NJ | "SHUBIRUBIRUB" | apareció en el video |

## Premios y nominaciones
| Año  | Categoría                                               | Premio                       | Programa                   | Resultado |
| ---- | ------------------------------------------------------- | ---------------------------- | -------------------------- | --------- |
| 2017 | Best Variety Star                                       | The 12th Annual Soompi Award | -                          | Ganó      |
| 2016 | Best Couple Award - Brotherhood (junto a Seo Kang-joon) | 10th SBS Entertainment Award | Law of the Jungle in Tonga | Nominados |
| 2016 | Best Couple (junto a Kim Jin-kyung)                     | MBC Entertainment Award      | We Got Married             | Nominados |